# الحجلة (يافع)

تعديل مصدري - تعديل

الحجلة هي إحدى قرى عزلة لبعوس بمديرية يافع التابعة لمحافظة لحج، بلغ تعداد سكانها 222 نسمة حسب تعداد اليمن لعام 2004.